# 寝覺物語繪卷

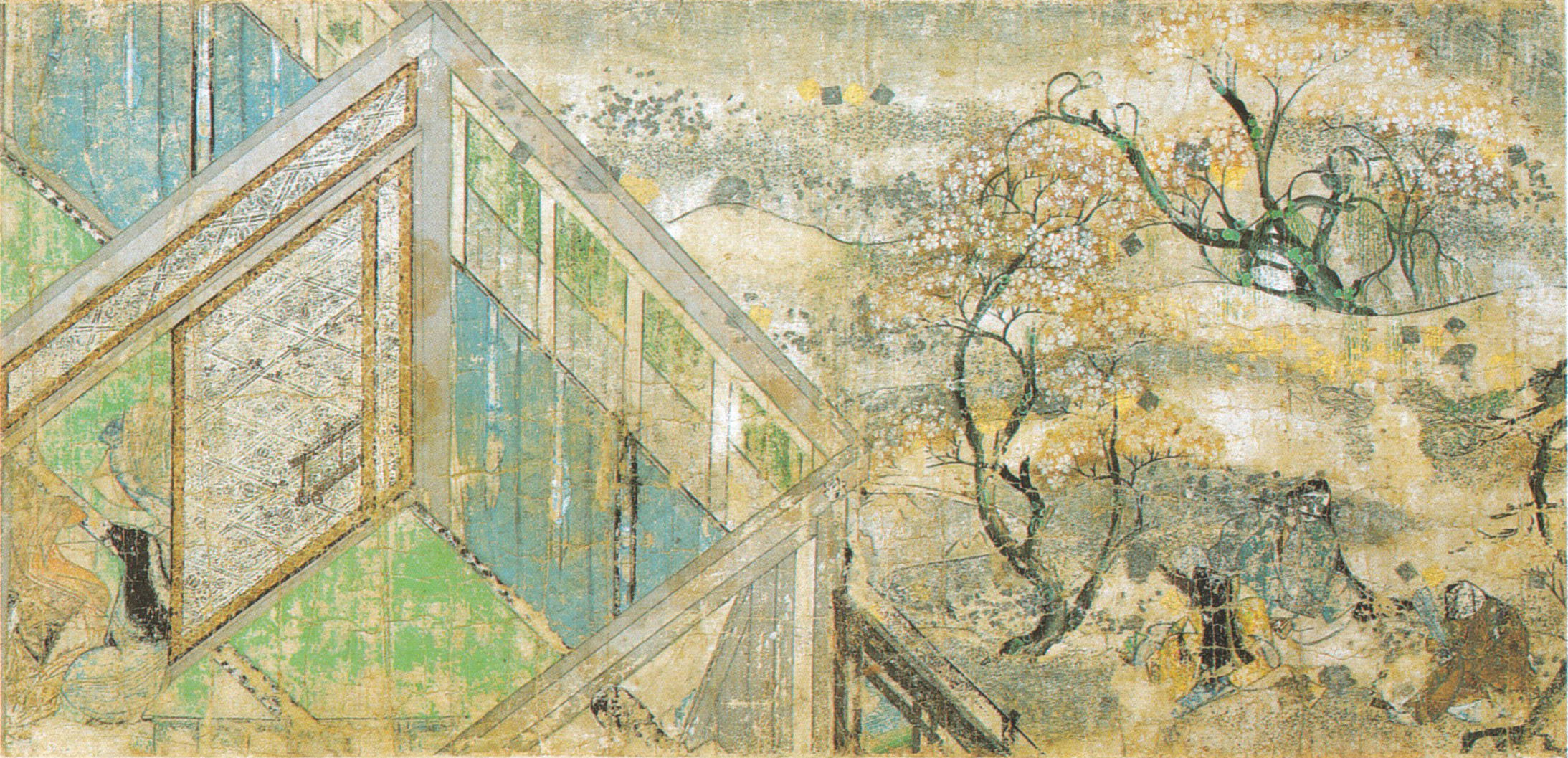
繪第1段

寝覺物語繪卷（日语：寝覚物語絵巻、ねざめものがたりえまき）是日本平安時代末期的一個繪卷，現存1卷，高25.8cm，是日本國寶之一。收藏在大和文華館。